# بحيرة ساراتوجا
بحيرة ساراتوجا، هي بحيرة تقع في الجزء الشرقي من مقاطعة ساراتوجا بنيويورك.يبلغ طول البحيرة 1.5 ميل (2.4 كـم) في أوسع نقطة له، وحوالي عمق 29 متر
البحيرة محاطة بمدينة ساراتوجا سبرينجز من الشمال الغربي، وبلدة مالطا من الجنوب الغربي، وبلدة ستيلووتر في الجنوب الشرقي، ومدينة ساراتوجا في الشمال الشرقي. طريق ولاية نيويورك بي9 هو طريق سريع يمتد على طول الطرف الجنوبي والجانب الشرقي من البحيرة، ثم يعبر منفذها في الشمال.
المصدر الرئيسي للبحيرة هو كريك الذي يدخل البحيرة من الشمال الغربي، والمخرج هو سمك كريك الذي يخرج من البحيرة من الشمال ويتدفق إلى نهر هدسون في شويلرفيل، نيويورك.

## صيد السمك
أنواع الأسماك الموجودة في البحيرة هي عين السمكة، سمالوث باس، الكرابي الأسود، الفرخ الأصفر، سمكة الشمس ذات الصدور الحمراء، البلوغيل،البايك الشمالي، موسكي النمر، باس ارجموث،الكارب، سمكة اليقطين، والثور البني. هناك قارب منحدر ذو سطح صلب مملوك للدولة ينطلق قبالة شارع الاتحاد على الشاطئ الشمالي.

## تاريخ

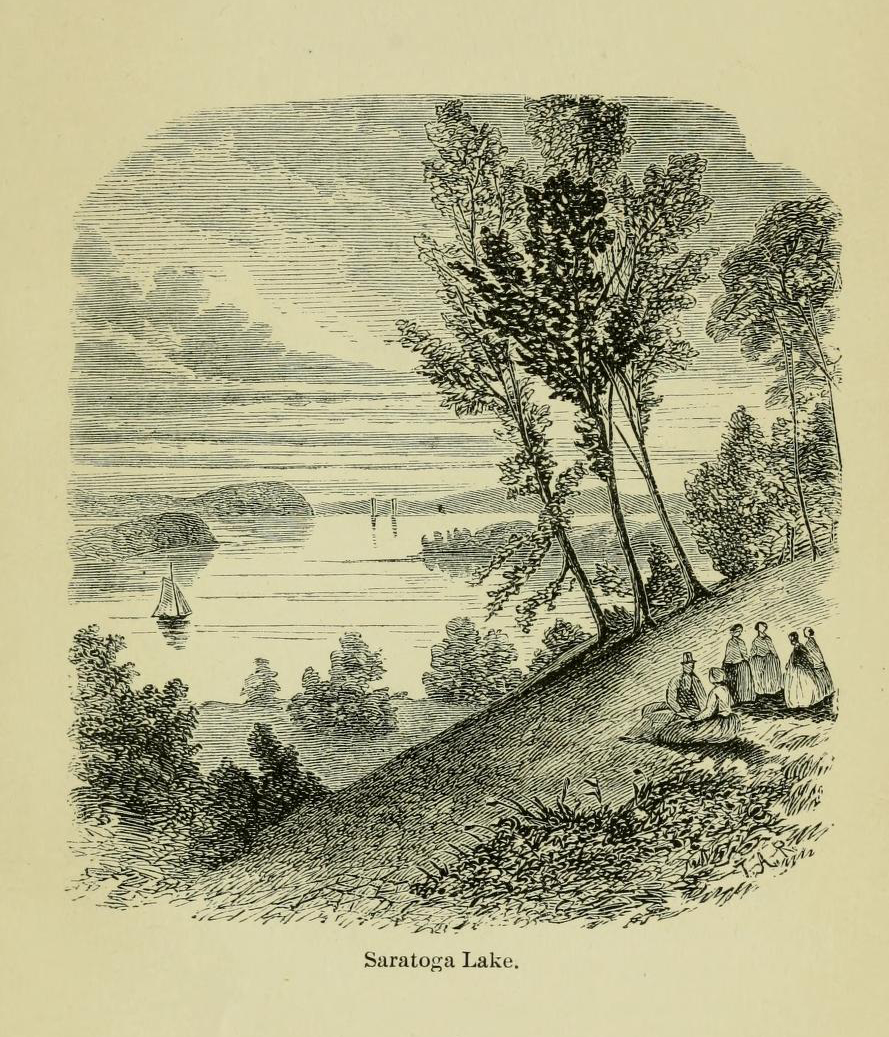
منظر لبحيرة ساراتوجا من الطرف الشمالي بالقرب من مونز ليك هاوس حوالي عام 1867

يُقال إن اسم ساراتوجا مشتق من أصل سي-راش تاغو، مما يعني ريف التلال في النهر العظيم؛ومع ذلك فقد تم اقتراح العديد من التفسيرات المختلفة تمامًا.
تشير الأدلة الأثرية إلى أن الاحتلال الأمريكي الأصلي يعود إلى 7000قبل الميلاد.
قد يكون اليسوعي إسحاق جوغز أول أوروبي يزور البحيرة في عام1642  كنيسة القديس إسحاق جوغ، على البحيرة في ستيلووتر، تحيي ذكرى مهمته.

### تجديف
رياضة التجديف لها تاريخ طويل في بحيرة ساراتوجا، وخاصة على طول فيش كريك.في يوليو1874، استضافت جمعية التجديف للكليات الأمريكية سباق الجامعات للبطولة في ساراتوجا." فاز كولومبيا بما وصف بأنه "أكثر السباقات إثارة على الإطلاق".المشاركون الآخرون هم ويسليان وهارفارد وويليامز وكورنيل ودارتماوث وبرينستون وترينيتي وييل. أقيمت المسابقات سنويا بعد ذلك لعدة سنوات.
تم إحياء هذا التقليد في عام1986مع أول رئيس لقارب السمك الذي نما بحلول عام 2010ليصبح«ثاني أكبر سباقات القوارب في البلاد، من حيث حجم القوارب التي دخلت».

## أماكن على بحيرة ساراتوجا
يحتوي الطرف الشمالي من البحيرة، حول فيش كريك، على ومقطورة عامة للقوارب والعديد من المراسي الخاصة بينما المناطق الوسطى والجنوبية أقل كثافة.
- شاطئ براون - ستيلووتر. شاطئ عام ومطعم وسرير وإفطار.
- إيجارات سالفي للقوارب المائية - إيجارات قارب بحيرة ساراتوجا تقع على الجانب الشمالي من البحيرة.
- مخيم ليس بارك - يقع مخيم ار في والمرسى على الجانب الشمالي من الخنزير.
- مالطا افي. تحويلة، مالطا، مطعم سابق مملوك للمخترع المشهور لرقائق البطاطس.
- فيش كريك - ساراتوجا. إطلاق قارب عام.
- مارينا فيش كريك - ساراتوجا. تأجير قوارب الكاياك ولوح التجديف.
- منتزه كايديروس (مغلق الآن) منتزه ترولي سابق - ساراتوجا سبرينجز.
- مونز ليك هاوس - ساراتوجا سبرينجز (دمرت الآن). من المفترض أن جورج كروم اخترع رقائق البطاطس هنا.
- رايليز كوف (الحي الصيني) - مالطا.
- نادي بحيرة ساراتوجا للإبحار - مانينغز كوف، مالطا.
- موتيل ساراتوجا ليك - ساراتوجا.
- ثعبان هيل - ستيلووتر. نتوء على الجانب الشرقي من البحيرة سُمي على اسم الأفاعي الجرسية الخشبية التي انقضت هناك حتى تم استئصالها في منتصف القرن التاسع عشر. كان هذا هو وكر الأفعى الجلجلة الوحيد المعروف الذي حدث على الإطلاق في مقاطعة ساراتوجا. وضعت المقاطعة مكافأة على الأفاعي الجرسية من عام 1948 إلى عام 1950، بعد استئصال الثعابين.[8]
- ساوث شور مارينا - مالطا.
- فندق وايت سولفور سبرينج (تم هدمه الآن) - ستيلووتر.

## في الثقافة الشعبية
الحلقة الخامسة من منطقة الشفق«مسافة السير»، تشير إلى استئجار كوخ على بحيرة ساراتوجا.

## روابط خارجية
- Saratoga Lake Association